# Joe Mantello
Joseph Mantello (27 de desembre de 1962) és un actor i director nord-americà conegut pel seu treball a les produccions de Broadway Wicked, Take me out i Assassins, així com per haver estat un dels membres originals de l'elenc d'Àngels a Amèrica.

## Primera vida i educació
Mantello va néixer a Rockford, Illinois, fill de Judy i Richard Mantello, un comptable. El seu pare és d'ascendència italiana i la seva mare és mig d'ascendència italiana. Va ser criat catòlic.
Mantello va estudiar a la North Carolina School of the Arts; va començar l'Edge Theatre de la ciutat de Nova York amb l'actriu Mary-Louise Parker i l'escriptor Peter Hedges. És membre de la companyia de teatre Naked Angels i artista associat de la Roundabout Theatre Company.

### Carrera
Mantello va arribar a Nova York procedent d'Illinois l'any 1984 en plena crisi de la sida, després d'haver superat un sentiment de joventut, va admetre a un periodista el 2013, que "per alguna raó em vaig avergonyir profundament del teatre des del principi. Crec que havia A veure amb aquest sentit creixent, era gai, tot i que aleshores no podria haver-hi dit una paraula. On vaig créixer, els nois feien esport. Quan (la professora) la senyora Windsor va escriure al meu anuari: "Has pensat mai una carrera al teatre' era literalment com si escrivia la paraula "marcó".
Mantello va començar la seva carrera teatral com a actor a Walking the Dead de Keith Curran i The Baltimore Waltz de Paula Vogel. Sobre la transició de l'actuació a la direcció, Mantello va dir: "Crec que m'he convertit en un millor actor des que vaig començar a dirigir, encara que algunes persones poden estar en desacord. Com que m'han eliminat del procés veig coses en què cauen els actors. Ara hi ha una part de mi que s'ha eliminat del procés i que pot retrocedir".

## Vida personal
De 1990 a 2002, Mantello va mantenir una relació amb el dramaturg Jon Robin Baitz. A partir del 2018, viu amb Paul Marlow, propietari d'una empresa de roba personalitzada a Manhattan.

## Cinema
| Any  | Pel·lícula               | Personatge | Notes                |
| ---- | ------------------------ | ---------- | -------------------- |
| 1989 | Cookie                   | Dominick   |                      |
| 1997 | Love! Valour! Compassió! | Cap        | Director             |
| 2020 | The Boys in the Band     | Cap        | Director i productor |

## Teatre
Com a actor
| Any     | Obra                                     | Personatge(s)               | Dramaturg          |
| ------- | ---------------------------------------- | --------------------------- | ------------------ |
| 1993    | Angels in America: Millennium Approaches | Louis Ironson               | Tony Kushner       |
| 1994    | Angels in America: Perestroika           | Louis Ironson Sarah Ironson | Tony Kushner       |
| 2010–11 | The Normal Heart                         | Ned Weeks                   | Larry Kramer       |
| 2017    | The Glass Menagerie                      | Tom Wingfield               | Tennessee Williams |

Com a director
| - 1994: What's Wrong with This Picture - 1995: Love! Valour! Compassió! - 1997: Proposals - 2001: Design for Living - 2002: An Evening with Mario Cantone - 2002: Frankie and Johnny in the Clair de Lune | - 2003: Take Me Out - 2003: Wicked - 2004: Assassins - 2005: Glengarry Glen Ross - 2005: The Odd Couple - 2006: Three Days of Rain | - 2007: The Ritz - 2008: November - 2008: Pal Joey - 2009: 9 to 5 - 2011: Other Desert Cities - 2013: The Other Place | - 2014: Casa Valentina - 2015–16: An Act of God - 2016: Blackbird - 2018: The Boys in the Band - 2019: Hillary and Clinton - 2020: Who's Afraid of Virginia Woolf? - 2023: Grey House |

## Televisió
| Any     | Pel·lícula                        | Personatge                     | Notes                                                        |
| ------- | --------------------------------- | ------------------------------ | ------------------------------------------------------------ |
| 1990    | Three Hotels                      | Cap                            | Director; Telefilm                                           |
| 1990    | The Days and Nights of Molly Dodd | Mickey                         | Episodi: "Here's Why You Can Never Have Too Molt Petty Cash" |
| 1991–98 | Law & Order                       | Public Defender / Philip Marco | 2 episodis                                                   |
| 1993    | Sister, Sister                    | Adam Olderberg                 | Episodi: "Moving Pictures"                                   |
| 1995    | Central Park West                 | Ian Walker                     | 3 episodis                                                   |
| 2014    | The Normal Heart                  | Mickey Marcus                  | Telefilm d' HBO                                              |
| 2020    | Hollywood                         | Dick Samuels                   | 7 episodis                                                   |
| 2022    | The Watcher                       | John Graff                     | 5 episodis                                                   |
| 2022    | American Horror Story: NYC        | Gino Barelli                   | 10 episodis                                                  |